# Bassiana platynota
Espèce
Synonymes
- Lygosoma platynotum Peters, 1881

Bassiana platynota est une espèce de sauriens de la famille des Scincidae.

## Répartition
Cette espèce est endémique d'Australie. Elle se rencontre dans les États du Queensland, du Victoria et de Nouvelle-Galles du Sud.

## Publication originale
- Peters, 1881 : Drei neue Eidechsen, zu der Familie der Scincoiden gehörig, eine Lipinia (mit geckonenuahnlicher Bildung der Zehen!) aus Neu-Guinea und wie Mocoa aus Neuholland. Sitzungsberichte der Gesellschaft Naturforschender Freunde zu Berlin, vol. 1881, no 5, p. 81-85 (texte intégral).